# Macroporo
En el suelo los macroporos son definidos como cavidades de tamaño mayor a 75 μm. Cuando los macroporos son "estructurales" pueden llevar agua de la superficie al interior del suelo antes que los poros menores estén saturados. Funcionamente, poros de este tamaño concentran preferencialmente el flujo de suelo en solución así como el rápido transporate de solutos en general y de coloides. Los macroporos incrementan la conductividad hidráulica del suelo, permitiendo al agua infiltrar y drenar rápido, y a la agua freática superficial moverse más rápido lateralmente. En el suelo los macroporos son creado por las raíces de plantas, físuras en el suelo, fauna del suelo y la agregación del suelo en peds.
En el contexto de los sólidos porosos, coloides y química de superficies se definien los macroporos como cavidades mayores a 50 nm.